# Rivière Quévillon
Pour les articles homonymes, voir Quévillon (homonymie).
La rivière Quévillon est un affluent de la rive nord de la rivière Bell, coulant dans la municipalité de Lebel-sur-Quévillon, en Jamésie, dans la région administrative du Nord-du-Québec, au Québec, au Canada.
La rivière Quévillon coule surtout en zone industrielle. La foresterie constitue la principale activité économique de ce secteur. La surface de la rivière est généralement gelée du début décembre à la fin avril.
Ce bassin versant est accessible grâce à la route 113 dont le trajet est en parallèle et du côté nord-ouest de la rivière Quévillon. En remontant vers le nord, cette route passe du côté ouest du village de Lebel-sur-Quévillon et du lac Quévillon.

## Géographie
Les bassins versants voisins de la rivière Quévillon sont :
- côté nord : lac Quévillon ;
- côté est : Rivière O'Sullivan, rivière Cuvillier ;
- côté sud : rivière Bell, lac Parent ;
- côté ouest : rivière Bell, ruisseau Wâjatâwâka, rivière Kâk.

La rivière Quévillon prend sa source à l’embouchure du lac Quévillon, soit à :
- 2,2 km au sud-est du centre du village de Lebel-sur-Quévillon lequel a été aménagé sur une presqu’île s’avançant vers le nord-est dans le lac Quévillon ;
- 6,1 km au nord-est de sa confluence avec la rivière Bell ;
- 4,0 km au nord-ouest du chemin de fer lequel passe du côté sud-est du lac Quévillon ;
- 35,3 km au nord du lac Parent.

La rivière Quévillon coule généralement sur 7,3 km vers le sud-ouest selon les segments suivants :
- 1,2 km vers le sud-ouest, jusqu’au pont routier ;
- 3,4 km vers le sud-ouest en traversant une série de rapides, jusqu’à un ruisseau (venant de l’est) ;
- 1,5 km vers l'ouest, jusqu’au ruisseau Sikosi (venant du nord-ouest) ;
- 1,2 km vers le sud-ouest, jusqu’à son embouchure[1].

La rivière Quévillon se déverse sur la rive nord de la rivière Bell à 1,5 km en amont du Rapide des Cèdres et à 2,9 km en aval du pont ferroviaire enjambant la rivière Bell au début des Chutes Kiask. Cette confluence de la rivière Quévillon est située presque à la limite entre la région administrative du Nord-du-Québec et de l'Abitibi-Témiscamingue, soit à :
- 6,7 km au sud-est du centre du village de Lebel-sur-Quévillon ;
- 31,3 km au nord de l’embouchure du lac Parent ;
- 70,7 km au nord du centre-ville de Senneterre ;
- 94,7 km au sud-est du centre-ville de Matagami.

## Toponymie
Le terme Quévillon se réfère à une commune française située dans le département de la Seine-Maritime en Normandie. De plus, le terme Quevillon constitue un patronyme de famille d'origine française.
Le toponyme rivière Quévillon a été officialisé le 5 décembre 1968 à la Commission de toponymie du Québec.